# ジョン・マクラーレン (造園家)
ジョン・ヘイズ・マクラーレン（John Hays McLaren、1846年-1943年）は、サンフランシスコ、ゴールデンゲートパークの建設監督を務めた造園家。
サンフランシスコのシークリフ地区の大通りは、彼の名にちなんで名付けられた。死まで住んでいたゴールデンゲートパークはマクラーレン公園と呼ばれ、サンフランシスコの南部には、ジョン・マクラーレンにちなんで命名されマクラーレンロッジがある他、イーストベイのティルデン公園はまた彼の名にちなんで名付けられた牧草地がある。1929年の世界恐慌の際にとフェルストリートの街路樹を照らして始められたライトアップの発案者で、これは現在まで続けられている。
カリフォルニア大学バークレー校から名誉博士号を授与されている。スコットランド出身。

## 人物
園芸の勉強の前に牛乳屋として働いていた。その後、エディンバラ王立植物園に見習い庭師として雇われる。その後に米国移住。1870年からフォース湾に沿ってジョージ・ハワードサンマテオ丘陵地帯の不動産、その後にスタンフォード大学の不動産リーランドのパロアルト湾の海岸コヨーテポイントで、海岸砂丘を固定する草の繁殖と植樹に取り組んでいく。96歳の時に彼の死の際、マクラーレンはサンフランシスコシティホールロタンダで横たわっていたという。葬儀の際棺は特別な名誉としてゴールデンゲートパークを通って運ばれたという。

## 代表作
- ゴールデンゲートパーク - 友人であったジョン・ミューアと、1017エーカー、4.12平方キロという今日世界最大の公共公園のひとつとして知られるパーク建設に、ガーデニング能力に加えてかなりの政治力を使用し、積極的に擁護と発展に生涯を捧げた。1887年に公園監を拝命し、彼は公園建設に年30千ドルを見積もる。監督の仕事を行うにあたり定めた規定の一つに、園芸哲学は自然な表情を達成することが目的あり、また、スタッコや植栽それらで隠すために木および低木する必要のないよう芝生内立ち入り禁止サインや彫像など嫌悪を抱くものは配備しないようつとめた。また、公園に水を汲み上げるために2つの風車を建設し、肥料としてサンフランシスコの街からくずを集めている。海の波と風が公園の西の端にある砂を積み上げたとき、40年間の努力が達成されたのであるが、管理においては抜け目のない積極的なスタイルを確立していた。現在保持している偉大なバーム構築するために海岸に事務所を置き、切り抜きやラスを山にしてグレートハイウェイを建設。70歳の時、彼は公園の上に生涯の任期を与えられた。
- リチア・パーク（アシュランド (オレゴン州)）- 小さな町アシュランドの公園は最初に1908年に設立されたがわずか数年後、1914年に再設計をマクラーレンに委託。クラウンジュエルを考慮し、公園の麓へアシュランドクリーク、町の中心池（プラザ）から拡張し、100エーカー（0.4平方キロメートル）をカバーしてマウントした。公園は、2つの池日本庭園、テニスコート、2つのパブリックな緑地や屋外ステージ「bandshell」やハイキングコースが設計された。池は市内に飲料水と水力発電を供給し、周辺流域もマウンテンバイクトレイルまで含んでいる。世界的に有名なオレゴン・シェイクスピア・フェスティバルの会場は現在公園の下部に接している他、プロとアマチュアのための年次春の雪解けのマウンテンバイクのレースのスタートとフィニッシュ地点ともなっている。
- メアリーズビル (カリフォルニア州)#エリス公園 - エリス湖は繁茂する緑と側道で囲まれ南は9番通り、東はB通り、北は14番通り、西はD通りに区切られている。かつて見苦しい沼だったため、1924年、メアリーズビルの婦人改良クラブがマクラーレンに沼を美しい湖に変えてもらおうと周辺整備を依頼したもの。プロジェクトは1939年に完成し、最近まで改良の手が加えられている。